# Orgullo de los labios

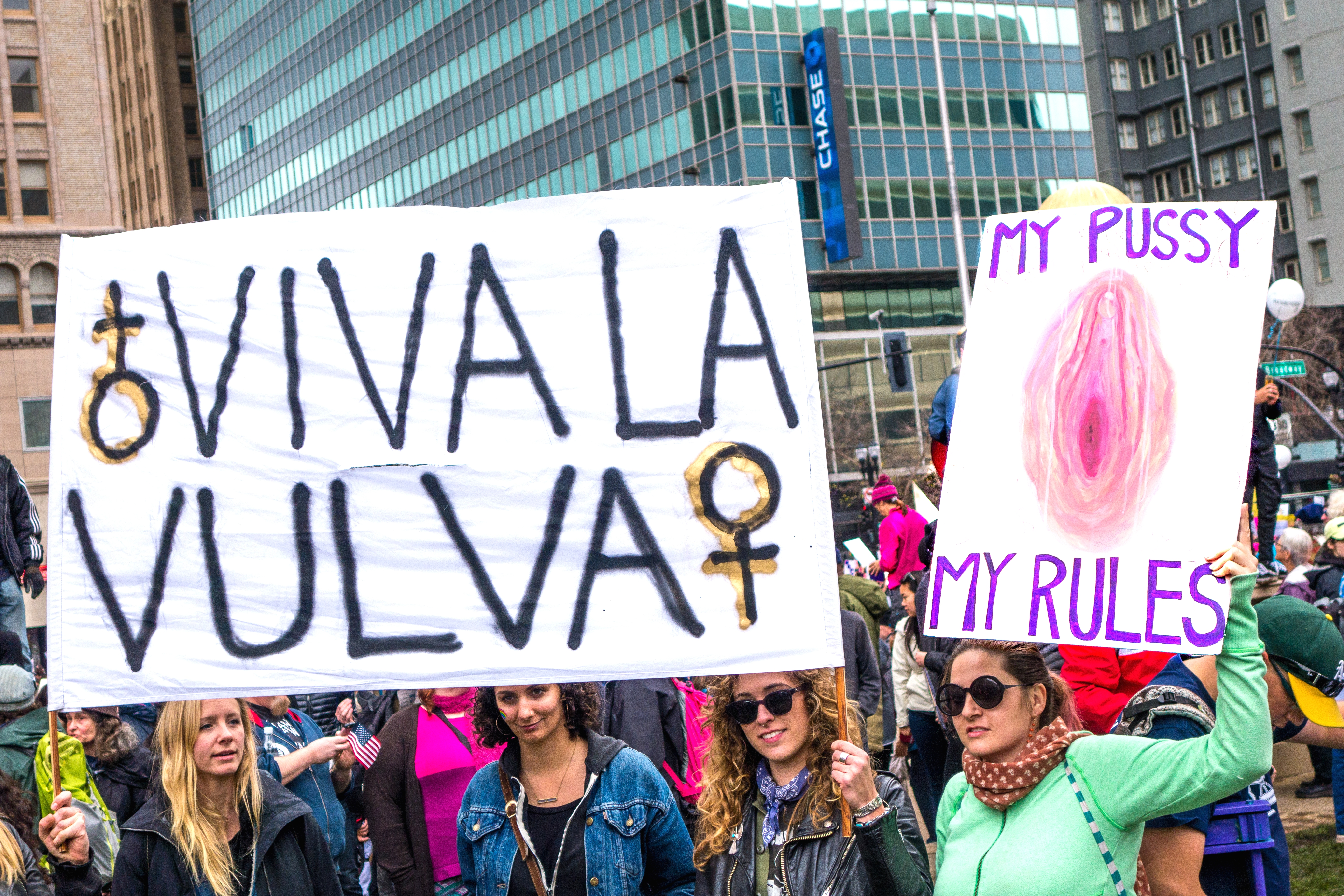
Sensibilización sobre los genitales externos femeninos en la Marcha de las Mujeres en la ciudad de Oakland, 2017.

El orgullo labial (también denominado liberación labial,vulvaversidady similares) es la promoción de una mayor concienciación sobre el aspecto de los genitales femeninos y la ruptura de los tabúes que rodean a la vulva, llevada a cabo por movimientos feministas y grupos de defensa. El nombre hace hincapié en los labios, ya que la tendencia a la cirugía estética de los genitales femeninos (labioplastia, también conocida como "vagina de diseño") ha dejado a muchas mujeres inseguras sobre el tamaño y el aspecto de sus labios. Cuenta con el apoyo de varios grupos feministas independientes y se basa en diversos canales de comunicación, como el ciberfeminismo, las marchas de protesta y la defensa del boicot contra médicos y clínicas que hacen uso de publicidad engañosa.

## Antecedentes
La vulva está asociada a valoraciones y significados contradictorios en la sociedad occidental. Está fuertemente sexualizada como objeto de deseo erótico, pero también suele considerarse fea, repugnante y sucia: algo de lo que avergonzarse y ocultar. Descubrir la vulva o hablar de ella se considera obsceno, ofensivo y tabú en la mayoría de las situaciones. A veces se utiliza el término vergüenza de la vulva para referirse a estos fenómenos. Existen muchas estigmatizaciones y mitos sobre la vulva. Muchas niñas y mujeres se sienten inseguras sobre el aspecto de sus genitales, pero no se atreven a sacar el tema con familiares y amigos.[cita requerida]
El antropólogo Carlos Sulkin describe vívidamente esta conexión como una red asociativa cultural, en la que el tabú de la vulva y los ideales problemáticos de belleza están estrechamente vinculados. En las sociedades occidentales existe la norma cultural de mantener la vulva cubierta y oculta en público, de esconderla y evitarla como tema. En este contexto, prosperan ideas poco realistas de perfección y normatividad:

Tomemos el término "vulva". Significa lo que significa para cada uno de nosotros por la asociación que hacemos entre él y otros términos, conceptos, imágenes y relatos sobre los genitales, el cuerpo, el sexo, la sexualidad, la belleza, el placer, el pudor, etc., así como con nuestras experiencias personales y recuerdos de los genitales. Adoptamos estos términos, establecemos estas asociaciones y llegamos a creer en las descripciones del mundo en las que nuestra comprensión de las vulvas tiene sentido, en parte, porque la gente que nos rodea, desde nuestra infancia, utiliza estos términos y asociaciones. Recogemos esos términos, hacemos esas asociaciones y llegamos a creer en las descripciones del mundo dentro de las cuales nuestra comprensión de las vulvas tiene sentido, en parte, porque la gente que nos rodea, desde nuestra infancia, utiliza esos términos y asociaciones. Los aprendemos como aprendemos el lenguaje. Compartimos tantas asociaciones con nuestros consociados que parece que somos capaces de entender lo que otros quieren decir, entienden y pretenden cuando hablan o actúan de una determinada manera con respecto a las vulvas. 
Por ejemplo, en la mayor parte del mundo angloparlante, con pocas excepciones, tenemos la sensación de que las vulvas y su entorno deben mantenerse fuera de la vista de los demás en la vida cotidiana, y nos vestimos y comportamos y hablamos de formas que dan esto por sentado. De niños, lo captamos y a partir de entonces reproducimos estas asociaciones y sentido. [...]
También es un mundo en el que el aspecto de las vulvas está muy presente en el horizonte de la preocupación, con algunas mujeres dotadas de bonitas rajas mientras que otras tienen partes sobresalientes "espantosas".
Carlos Sulkin, University of Regina

En muchas culturas, sin embargo, también encontramos a menudo la tendencia opuesta a identificar la vulva con fuerzas poderosas y míticas. Esta valoración de la vulva se encuentra tanto en las antiguas culturas europeas como en las no europeas. En estas mitologías, por ejemplo, prevalece la creencia de que el desastre puede evitarse mediante el destape autodeterminado de la vulva, denominado Anasyrma. Esta práctica se empleaba tanto en rituales religiosos como en el contexto de festivales seculares. La exposición pública de la vulva se convirtió en un acto de empoderamiento.
Anasyrma ha inspirado a activistas feministas modernas y se ha incorporado a proyectos artísticos y talleres como Raising the Skirt (Levanta la falda) y Anasyrma Army.

## Fines y objetivos
Las campañas pretenden educar, empoderar y aumentar la conciencia crítica sobre las variaciones genitales naturales. Los activistas y simpatizantes animan a las mujeres (y también a los hombres) a desarrollar actitudes más positivas hacia la vulva y a aceptar las variaciones anatómicas tal como son. Los activistas creen que la vulva debe verse como una parte normal del cuerpo que no necesita ocultarse ni convertirse en tabú, y que las mujeres deben abrazar esa parte de su cuerpo y dejar de avergonzarse de su vulva.
El objetivo es educar a hombres y mujeres sobre la anatomía femenina normal y sus variaciones y romper los tabúes que rodean a la vulva. Para lograrlo, la vulva se recontextualiza, por ejemplo, mediante la exhibición pública y el discurso en contextos explícitamente no sexuales.

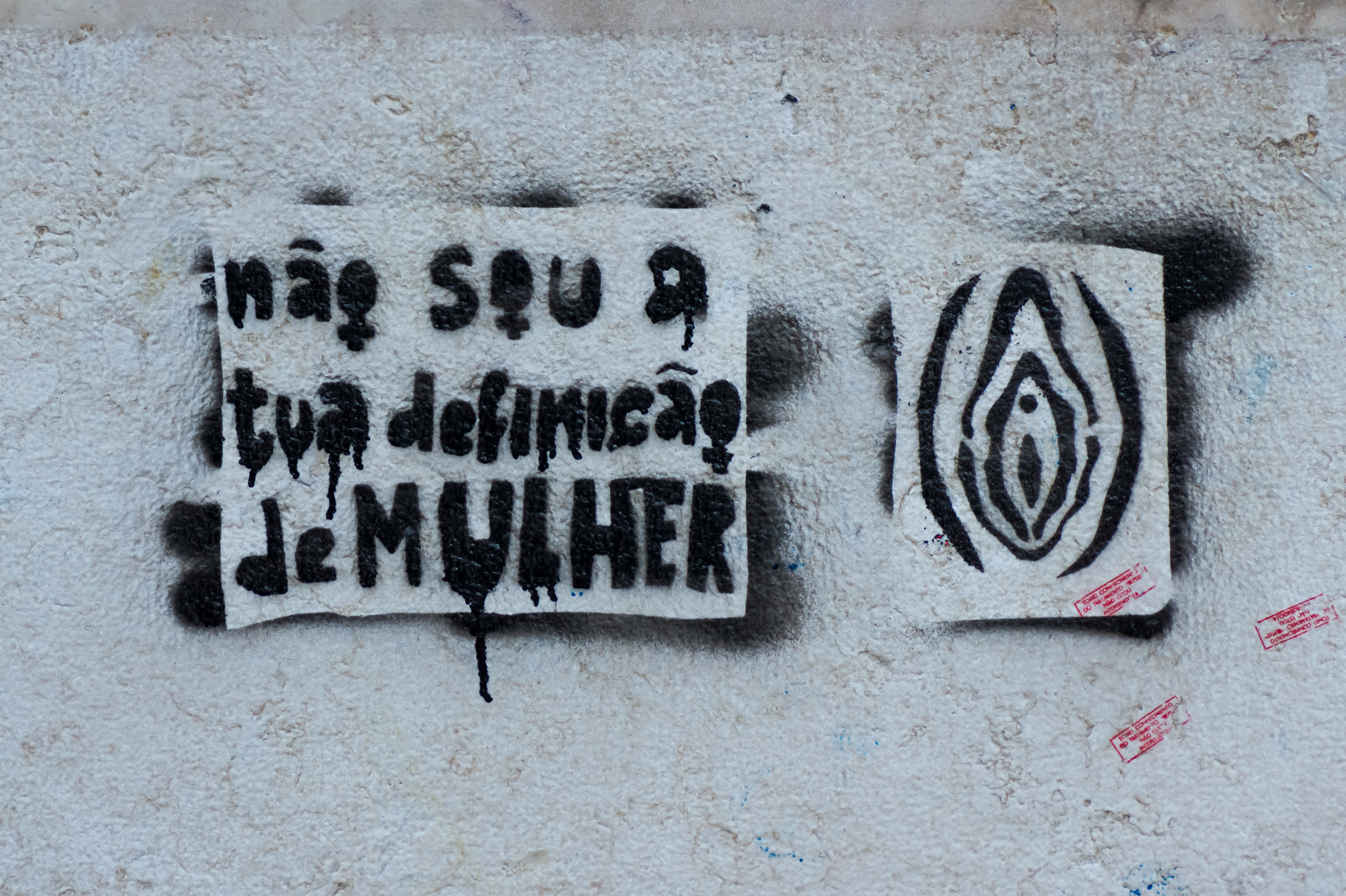
Plantilla en Lisboa que representa una vulva con la leyenda en portugués "No soy lo que tú defines como mujer".

### Acabar con el pudor a la vulva
Aunque la vulva sigue siendo un tabú en la sociedad actual, está sujeta a un ideal de belleza poco realista. A diferencia de la mayoría de las demás partes del cuerpo, la vulva suele cubrirse en público y ocultarse a la mirada de los demás, como se expresa en el término "partes privadas". La mayoría de las niñas y mujeres heterosexuales rara vez ven otras vulvas aparte de la suya. Los adolescentes varones suelen estar familiarizados con el aspecto de las vulvas sólo a través de imágenes pornográficas. Por lo tanto, para muchas personas de ambos sexos, no existen estándares realistas ni posibilidades de comparación.
En conjunto, estas son las condiciones por las que muchas mujeres:
- tienen una autopercepción negativa de su vulva y sienten que tienen que avergonzarse de ella, y
- para las que se desarrollan cánones de belleza poco realistas. Aunque esos ideales existen para numerosas regiones corporales, la mayoría de las cuales también están lejos de la media, hay pocas o ninguna oportunidad de corregir o relativizar esos estándares mediante la comparación social.

### Abordar los cánones de belleza poco realistas

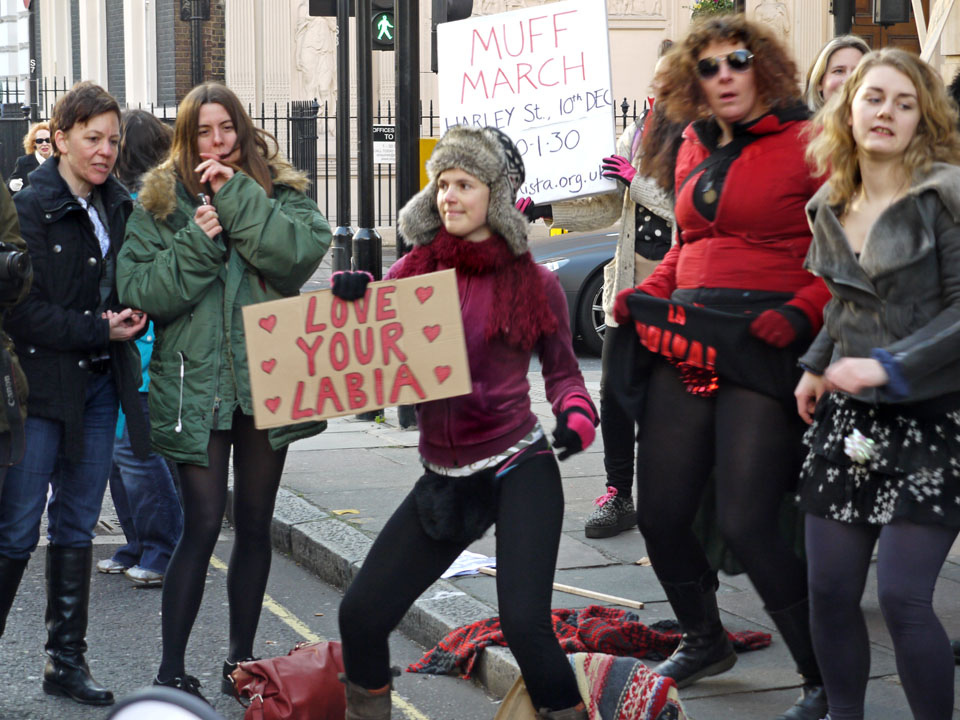
Una mujer sostiene un cartel que dice "Ama tus labios vaginales" en la Marcha Muff en Londres, 2011.

La creciente demanda de cirugía de labioplastia podría atribuirse al hecho de que muchas mujeres, al igual que los hombres, tienen expectativas poco realistas respecto al aspecto de los genitales. La norma cultural de cubrir los genitales en público crea una falta de estándar de comparación. La mayoría de las representaciones explícitas de los genitales femeninos a las que se enfrenta la gente proceden de la industria del sexo. La pornografía suele producirse en un contexto comercial y se dirige principalmente a clientes masculinos. Por ello, estas representaciones de los genitales femeninos suelen "embellecerse" para satisfacer necesidades comerciales (o, en algunos países, por motivos legales), ya sea mediante la selección de modelos con una determinada anatomía o el retoque fotográfico de las imágenes. En la práctica, esto significa alisar las irregularidades y "acortar digitalmente" los labios menores.

Toda una generación de mujeres jóvenes que han crecido con fácil acceso a Internet están aprendiendo sobre sus cuerpos y su sexualidad a través de este medio... A menudo, la primera y única forma que tienen las chicas de ver bien los genitales desnudos de otras chicas es a través de la pornografía, [que da] una visión falsa de cómo son las mujeres de verdad.
Madeleine Davies

Un estudio realizado en 2020 con 4.513 hombres y mujeres canadienses abordó directamente la cuestión de qué preferencias estéticas tienen ambos sexos con respecto a la vulva. Para ello, se mostraron fotos de vulvas con y sin labioplastia, y se pidió a los participantes que las valoraran en las dimensiones ideal personal (lo que ellos mismos consideran ideal), ideal social (lo que creen que la mayoría de las demás personas consideran ideal) y normalidad (en qué medida la vulva representada se corresponde con la media natural). Se observó que tanto los hombres como las mujeres consideraban que las vulvas después de una labioplastia no sólo eran más atractivas, es decir, ideales (tanto social como personalmente), sino también más normales. Este efecto fue incluso más pronunciado en las mujeres que en los hombres. Así, las vulvas con labios menores extirpados o reducidos quirúrgicamente eran consideradas más normales que las vulvas naturales por la mayoría de las personas. Los autores concluyen que:

La continua represión de la sexualidad femenina, en la que la exposición directa a los genitales femeninos puede suscitar una sensación de incorrección o repugnancia, y la consiguiente censura de los labios no recogidos en los medios de comunicación, pueden contribuir a la percepción de normalidad del aspecto labial más recogido o invisible.
Skoda et al. 2020

Otro estudio de 2022 que utilizó una metodología similar no sólo descubrió que las vulvas naturales, no alteradas —de nuevo, al compararlas con las vulvas que se habían sometido a una labio plastia— se calificaban como menos normales e ideales, sino que, de hecho, ¡daban asco! Cabe destacar que este efecto se ve moderado por la raza y es más pronunciado en las vulvas de las mujeres negras. Aunque, como era de esperar, los hombres heterosexuales califican las vulvas como más atractivas que los hombres homosexuales, y las mujeres heterosexuales califican las vulvas como menos atractivas que las mujeres lesbianas, aquí se observa el mismo patrón. También en otros países occidentales, como Alemania, el panorama es similar: los labios internos desarrollados de forma natural se consideran feos y repugnantes, una deformidad que, en el mejor de los casos, debería extirparse quirúrgicamente.
El tabú y la vergonzosa actitud pública hacia la vulva se consideran la causa de estas expectativas poco realistas. Diversas iniciativas pretenden cambiar esta situación y que la vulva sea tratada en las presentaciones y conversaciones públicas como una parte normal del cuerpo. Las demandas incluyen que se permita la representación de los genitales femeninos en la prensa popular (es decir, sin el requisito legal de "photoshopear" los labios, como ocurre por ejemplo en Australia), que los padres utilicen los términos anatómicamente correctos en las conversaciones con sus hijos, o que las muñecas infantiles como Barbie no se envíen sin vulvas (de hecho, "estilo Barbie" es un término común para una forma extensiva de labio plastia en la que los labios menores se extirpan por completo).

## Formas de activismo

### Marzo de Muff

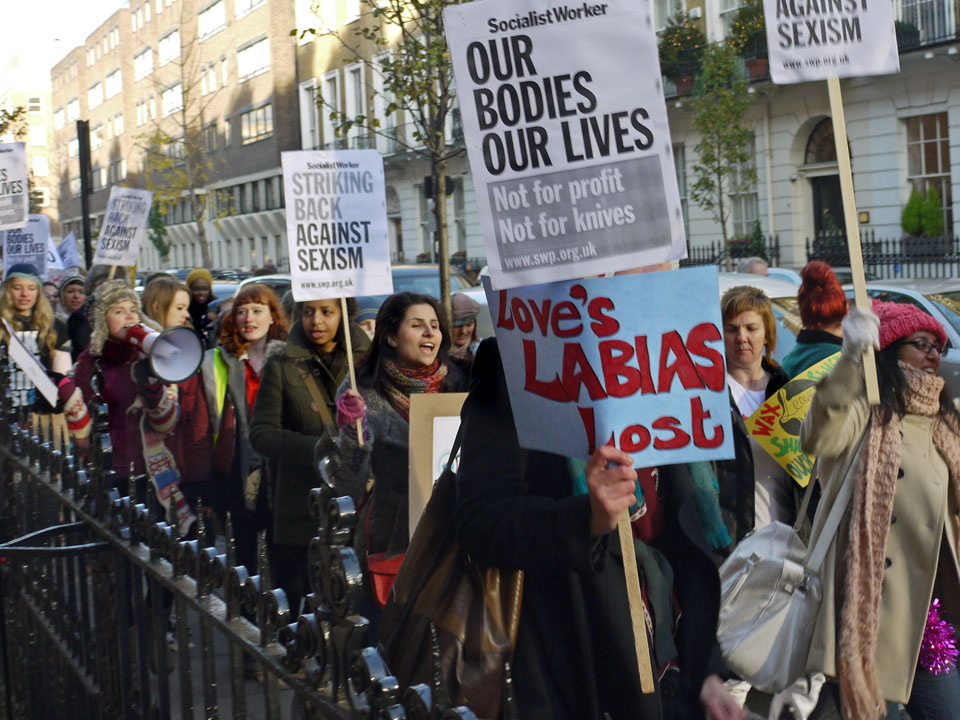
Protesta por la concienciación sobre los labios mayores: Muff March en Londres, 2011

El grupo feminista londinense UK Feminista organizó en diciembre de 2011 una marcha de protesta por Harley Street, zona sinónimo de sus proveedores de medicina privada. Más de 320 mujeres desfilaron por la calle con lemas como: "¡No toquéis nuestras partes!", "¡No hay nada mejor que mi vagina!" y "Harley Street me pone los pelos de punta".

La Marcha Muff es una respuesta a una cultura pornificada que presiona a las mujeres para que pasen por el quirófano y se hagan una "vagina de diseño". También queremos llamar la atención sobre los cirujanos estéticos que minan sin piedad los cuerpos de las mujeres para obtener el máximo beneficio [...] Ahora la pornografía está exponiendo a las mujeres al mito tóxico de que hay una forma "correcta" de que sus labios vaginales luzcan. Es hora de contraatacar.
Kat Banyard, Director of UK Feminista

La "Marcha Muff" ha sido criticada por hacer demasiado hincapié en la pornografía como causa del problema.

### Campaña New View
New View es una red de base neoyorquina formada por feministas, científicos sociales y profesionales de la salud. En una autodescripción, New View "se opone al crecimiento de la industria de la cirugía estética genital no regulada ni supervisada que está medicalizando la sexualidad de las mujeres y creando nuevos riesgos, normas e inseguridades." El grupo puso en marcha varios actos con el objetivo de empoderar a las mujeres y concienciar sobre el tema bajo nombres como Vulvagraphics o Vulvanomics. Entre ellos figuran talleres para "celebrar el papel del arte en el activismo y poner en marcha un movimiento universitario para celebrar la diversidad genital", "activismo flash" frente a consultas de cirujanos, conferencias (Framing the Vulva)y manifestaciones callejeras.

### Campañas fotográficas

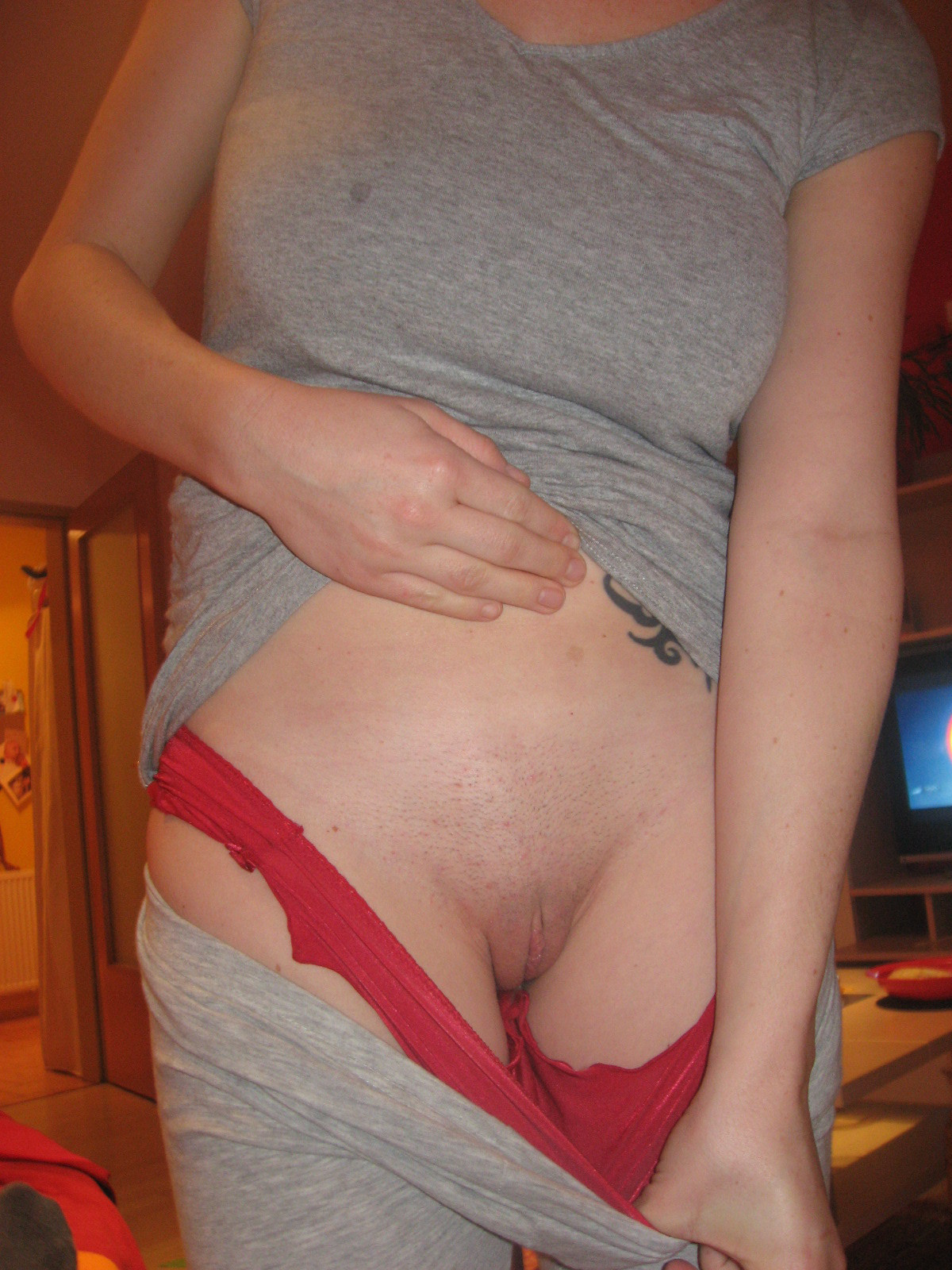
Las mujeres publican fotografías de sus vulvas "para catalogar públicamente la diversidad genital normal" y "contrarrestar los estándares poco realistas"

Varios grupos feministas, como Gynodiversity, Large Labia Project, Courageous Cuntso 100 vulvas intentan oponerse a la influencia que la pornografía ejerce sobre las expectativas anatómicas. Al animar a las mujeres a difundir imágenes de sus vulvas y publicar en sus sitios web envíos de fotos de vulvas anónimas, quieren establecer una esfera en la que las mujeres obtengan impresiones realistas de vulvas normales.
Sin embargo, la propia campaña ha sido criticada. Al dar la falsa impresión de que los labios protuberantes son la norma anatómica y los labios internos pequeños son la adaptación a los cánones de belleza, ignora el hecho de que muchas mujeres tienen los labios naturalmente pequeños:

En un esfuerzo por hacer que las "mujeres de verdad" se sientan mejor consigo mismas, algunas señoras orgullosas de sus labios están atacando a las chicas cuyos labios se parecen al ideal imaginario de "Barbie". Resulta que algunas chicas nacen así. Los labios, como las tetas o el cuerpo entero, tienen muchas formas, tamaños, colores y texturas. Avergonzar a una para hacer sentir mejor a otra es una mala noticia. Piensa en las mujeres delgadas, que a menudo son avergonzadas o rechazadas en apoyo de la defensa de la imagen corporal de las chicas más grandes.
Jessica Sager

Además, estas campañas también han sido criticadas por culpar demasiado a la industria del porno y al sometimiento a los deseos masculinos. Se argumenta que, aunque esto pueda ser así hasta cierto punto, se ignoran básicamente otros factores que impulsan estas cirugías.

### Coños valientes

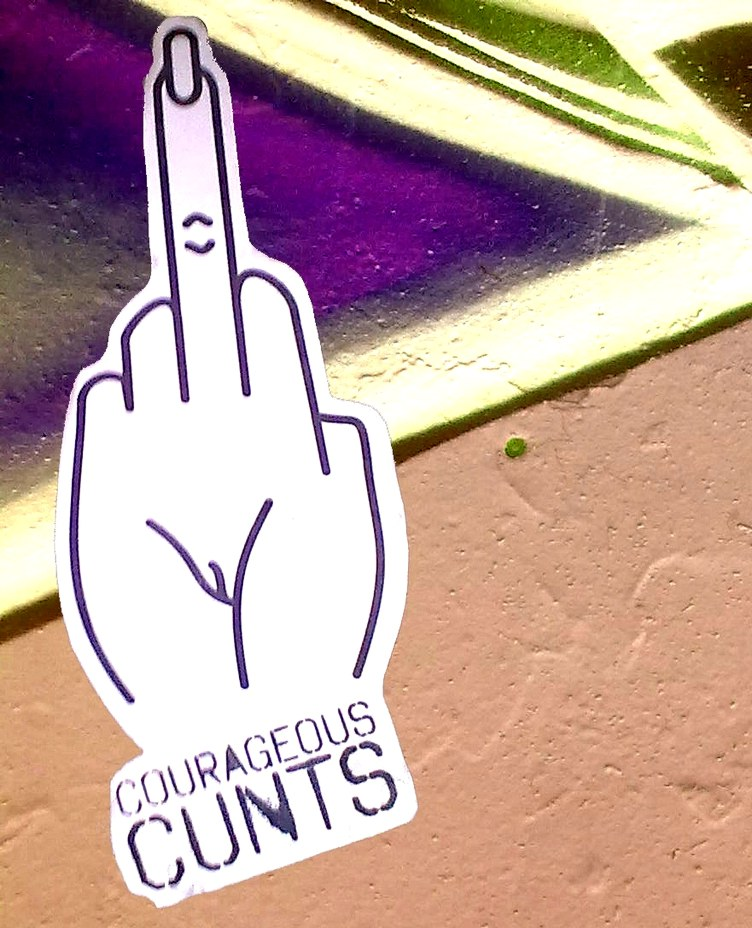
Anuncio de la plataforma activista Courageous Cunts en un muro urbano

Courageous Cunts era una web feminista,fundada en 2012, que se centraba en temas de empoderamiento corporal y autoconocimiento genital. Su principal preocupación era la recepción crítica de los problemas de salud de la mujer, las imágenes corporales sexualizadas y la cosificación sexual de los cuerpos femeninos. Courageous Cunts se consideraba parte del movimiento del orgullo de los labios vaginales, con el objetivo de concienciar sobre cuestiones críticas en torno a la labioplastia y capacitar a las mujeres para superar la vergüenza corporal. El sitio organizó una campaña en la que las mujeres podían publicar fotografías de sus vulvas para promover una imagen genital natural y protestar contra la "estética porno". Utilizar la palabra "coño" como nombre fue un acto de reapropiación, ya que la profesora inglesa Germaine Greer sostiene que el antiguo vulgarismo "es una de las pocas palabras que quedan en la lengua inglesa con un auténtico poder de conmoción".

### Vulvaversity
Vulvaversity es un colectivo de artistas y creadores de proyectos comprometidos, originarios de la ciudad alemana de Friburgo de Brisgovia. El proyecto se dedica a desmitificar la vulva y hacerla visible. El proyecto aclara las ideas sobre las normas y quiere animar a la gente a superar la vergüenza con respecto a la vulva que se ha desarrollado a lo largo de muchos siglos. Vulvaversity quiere disipar el mito de la vulva tal y como se retrata en la pornografía convencional en particular. Como vehículo para esta visualización, Vulvaversity produce calendarios, blocs de notas, listas de la compra, postales. Vulvaversity se abstiene deliberadamente de estetizar o representar artísticamente las vulvas fotografiadas, por lo que muestra imágenes inalteradas, sin cambios. El colectivo organiza veladas de cine y debate, salas de intercambio, conferencias y charlas, y siempre ofrece la posibilidad de hacerse una foto de la propia vulva en un estudio fotográfico móvil para publicarla.